# Sacramento Bight
Die Sacramento Bight ist eine 4 km breite Bucht an der Nordküste Südgeorgiens. Sie liegt zwischen dem Calf Head und dem Kap Harcourt.
Deutsche Wissenschaftler, die im Ersten Internationalen Polarjahr (1882–1883) Südgeorgien besuchten, benannten eine kleine Nebenbucht der hier beschriebenen Bucht als Pinguin-Bay bzw. Piguinen-Bay. Im Zuge von Vermessungen des South Georgia Survey zwischen 1951 und 1952 stellte sich heraus, dass unter Wal- und Robbenfängern dafür bereits der Name Sacramento Bay gebräuchlich war. Da diese Nebenbucht zu unbedeutend für eine eigenständige Benennung ist, übertrug das UK Antarctic Place-Names Committee den Namen 1955 in angepasster Form. Der weitere Benennungshintergrund ist nicht überliefert.